# Kienitz
Kienitz (pol. Kiniec) – wieś w gminie Letschin, w powiecie Märkisch-Oderland, w kraju związkowym Brandenburgia w Niemczech, położona przy granicy polsko-niemieckiej, powszechnie przyjmowana za stolicę ziemi kinieckiej, przynależnej niegdyś do piastowskiej Polski.
W 2003 została włączona do gminy Letschin.

## Zabytki
- Kościół z XIX w.
- Stare domy i zabudowania gospodarcze
- Czołg – pomnik radziecki

Zabytkowe domy
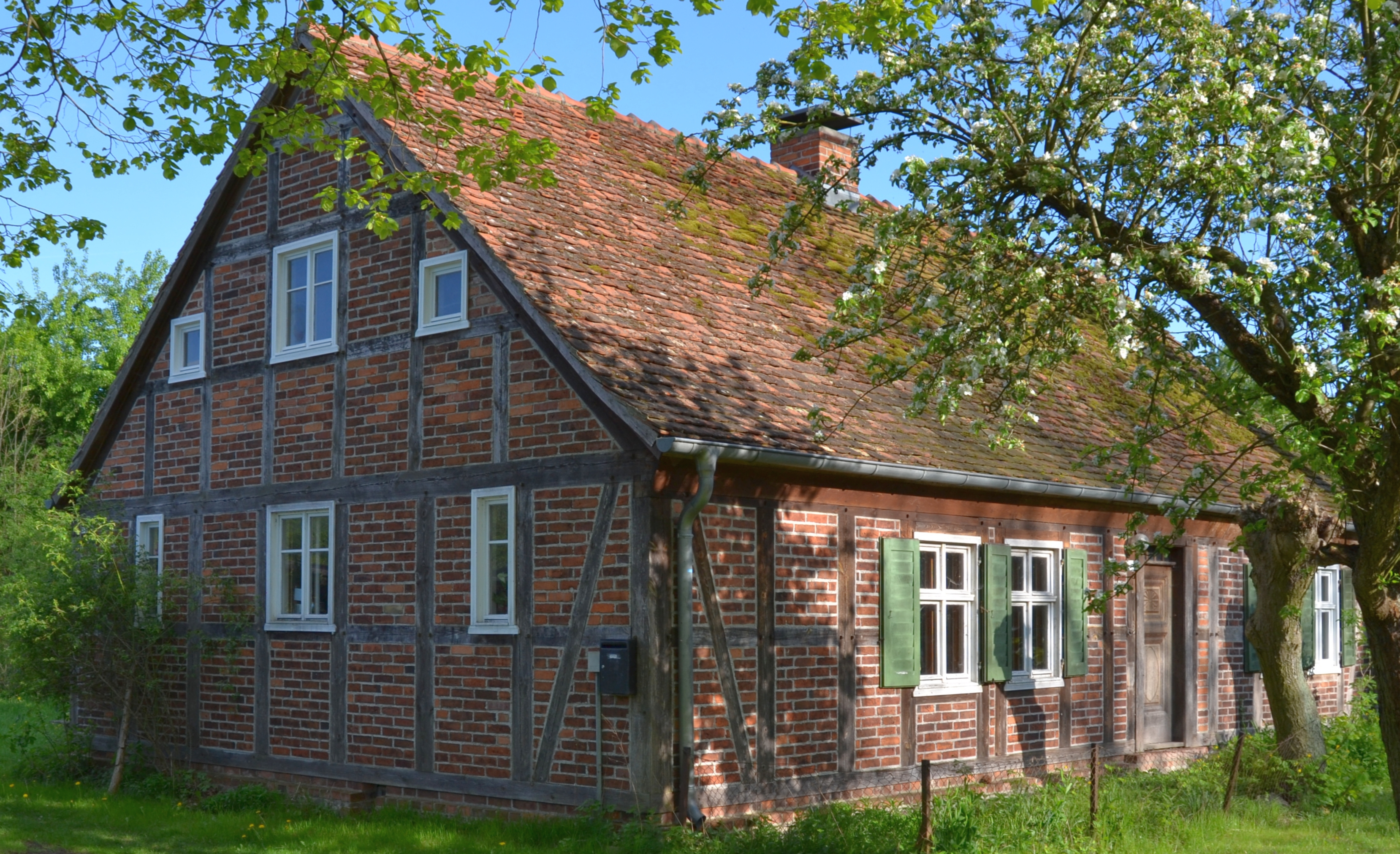
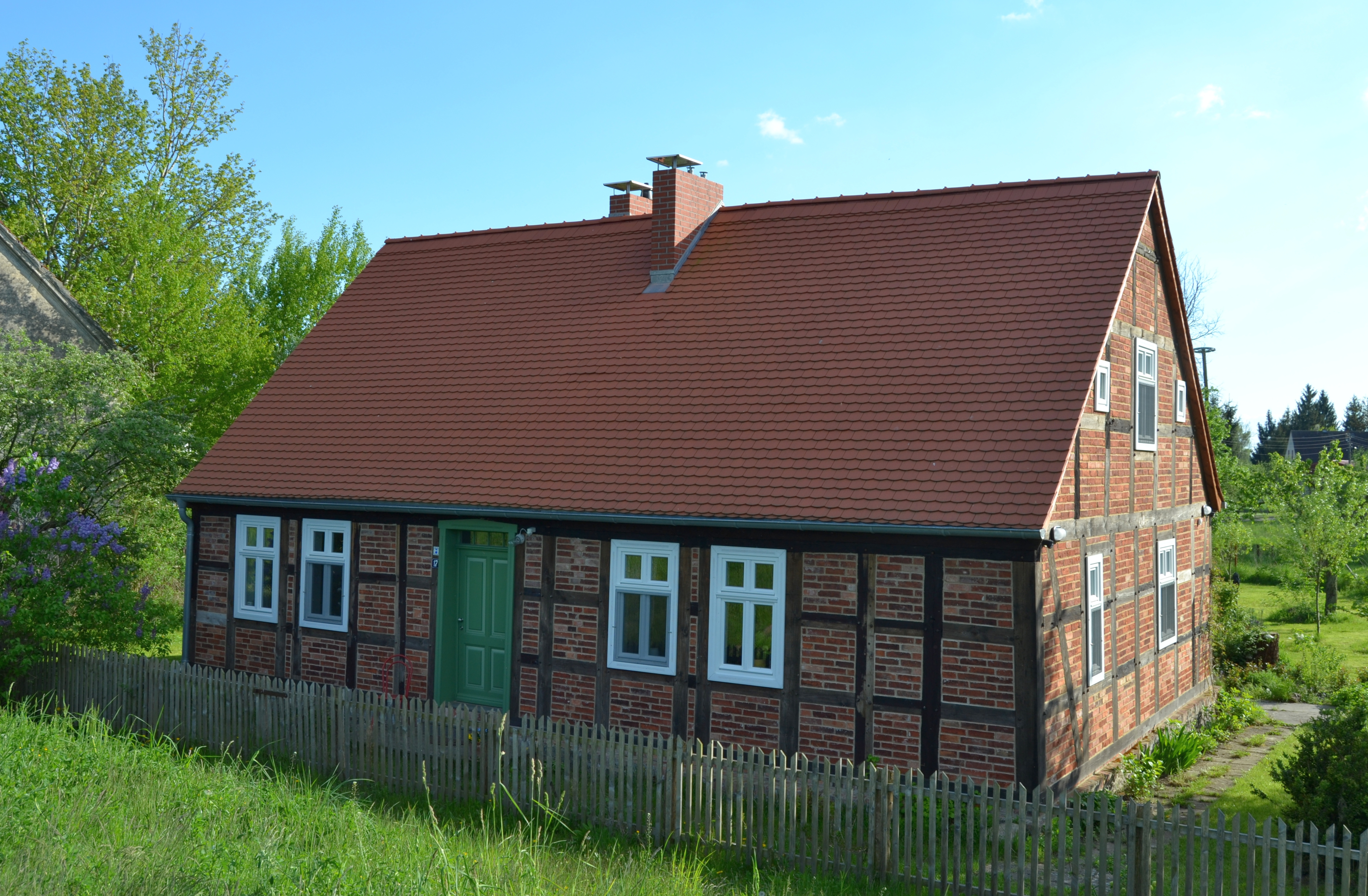
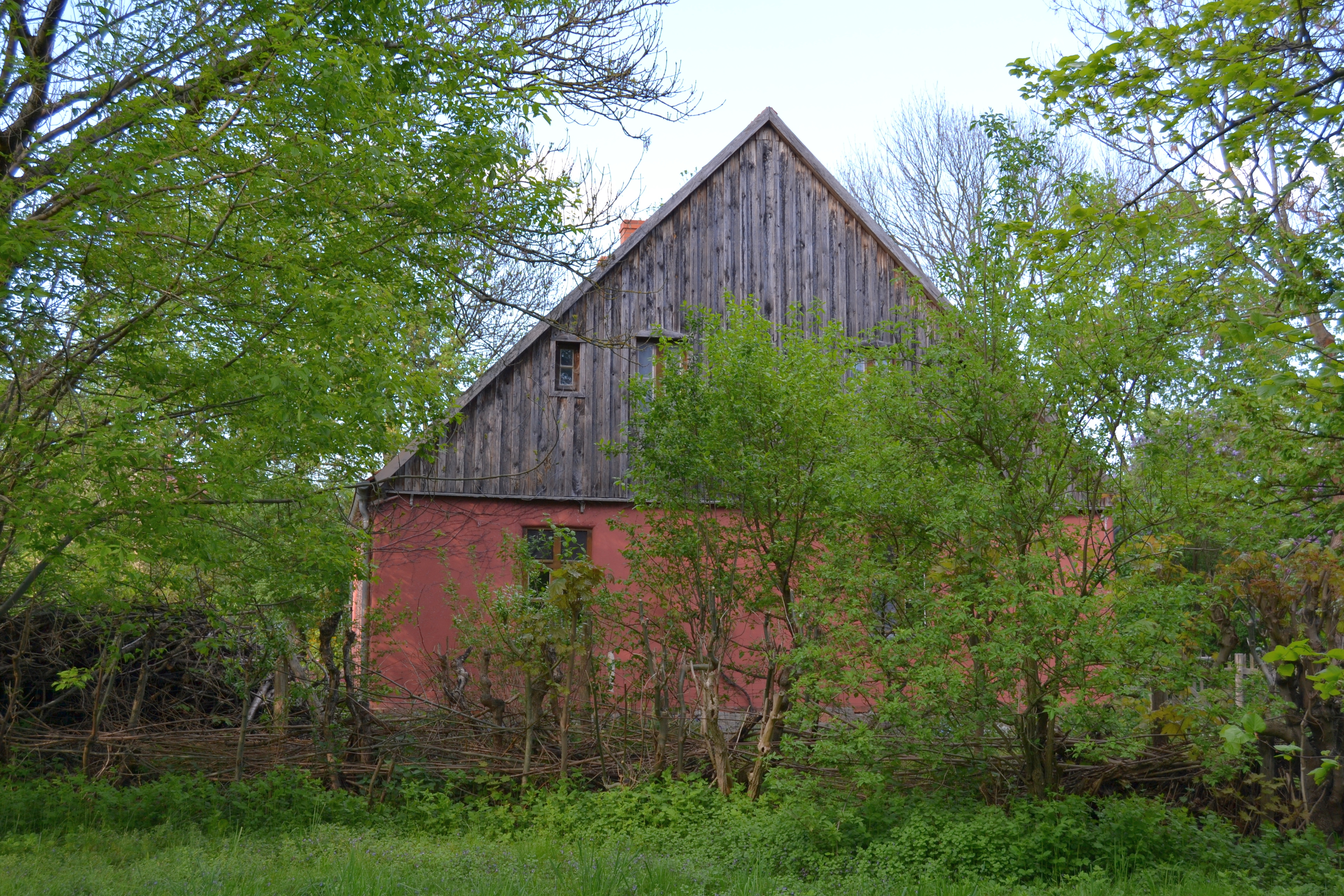